# Naissance en 895
Naissance
- 891
- 892
- 893
- 894
- 895
- 896
- 897
- 898
- 899

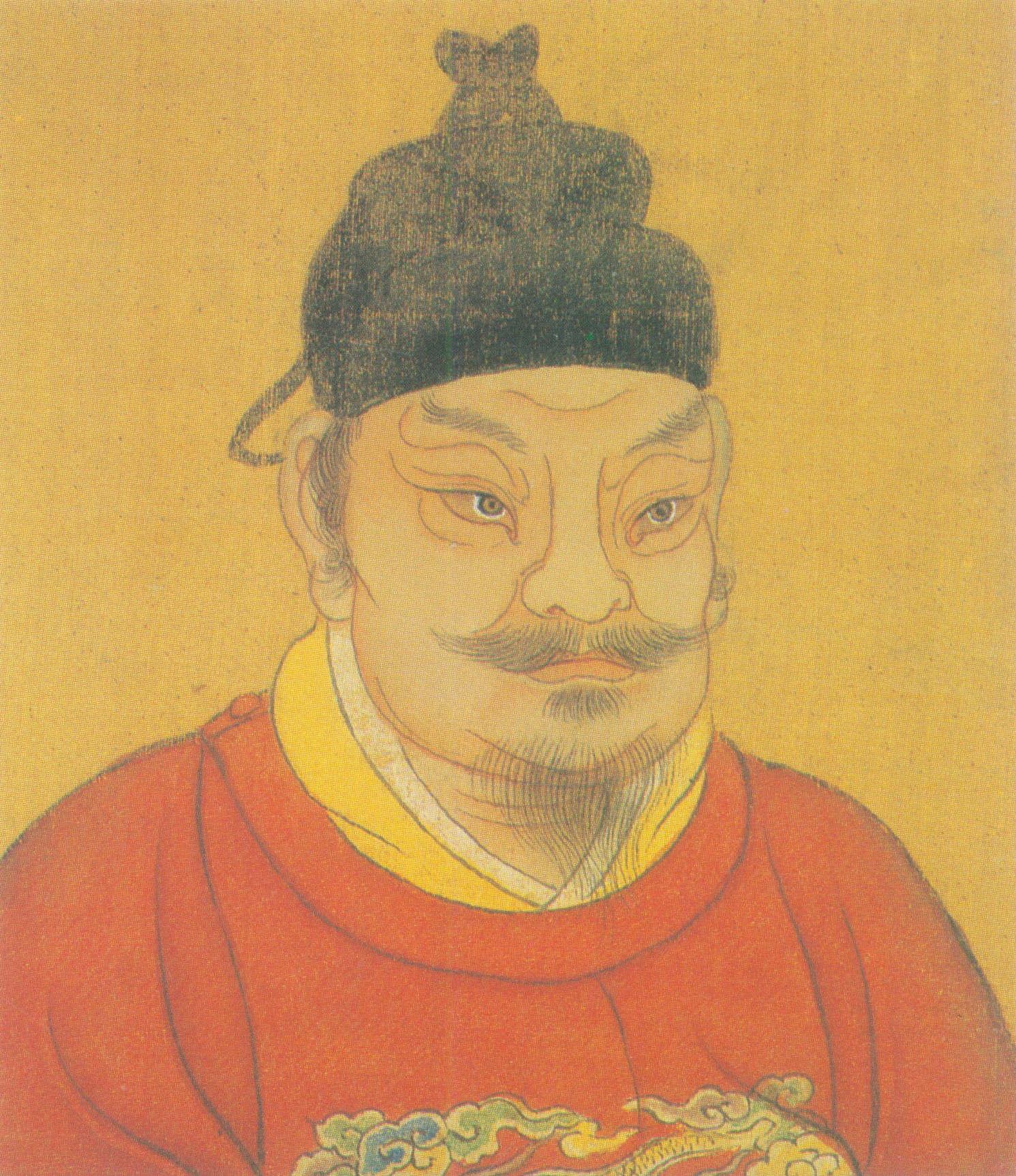
Liu Zhiyuan né en 895.

Cette page dresse une liste de personnalités nées au cours de  l'année 895 :
- 4 mars : Liu Zhiyuan (en), fondateur de la dynastie des Han postérieurs.

- Al-Muqtadir, calife abbasside de Bagdad.
- Odo de Wetterau (en), noble allemand.
- Su Yugui (en), roi de la dynastie des Jin postérieurs.
- Abū Manṣūr al-Azharī, lexicographe persan.

date incertaine (vers 895)
- Sancho Ordóñez (it), roi de Galice (en) (926-929).
- Sigurd Håkonsson, jarl norvégien.
- Liu Min, premier empereur du royaume des Han du Nord dans la Chine impériale.

## Crédit d'auteurs
- Cet article est partiellement ou en totalité issu de l'article intitulé « 895 » (voir la liste des auteurs).